# Seidenpapier
Seidenpapier ist ein Sammelbegriff für dünne Papiersorten mit einer flächenbezogenen Masse von unter 30 g/m². Aufgrund seiner geringen Dicke ist es meist transparent. Es kann bis zu 100 % Recyclingfasern aufweisen. Für Anwendungen mit speziellen Anforderungen kann Seidenpapier chlorfrei, holzfrei, säurefrei und/oder korrosionsneutral hergestellt werden.
Historisch kann der Begriff auch für aus Seidekokons hergestelltes Papier benutzt werden.

## Verwendungen
- Verpackungen:
  - Flaschenseiden:[3] meist einseitig glatt zum Umhüllen von (Wein-)Flaschen, kann mit Designdruck versehen oder in der Masse gefärbt sein
  - glatte Zwischenlagen bei Spiegeln
  - chlor- und säurefrei für Edelmetallverpackung, z. B. von Blattgold[4] oder Leiterplatten[5]
- Futterseiden: (meist farbig) als Futter hochwertiger Briefumschläge, vermindert das Durchscheinen des Briefinhalts
- Geschenkpapier:  meist mehrfarbig bedruckt und einseitig glatt

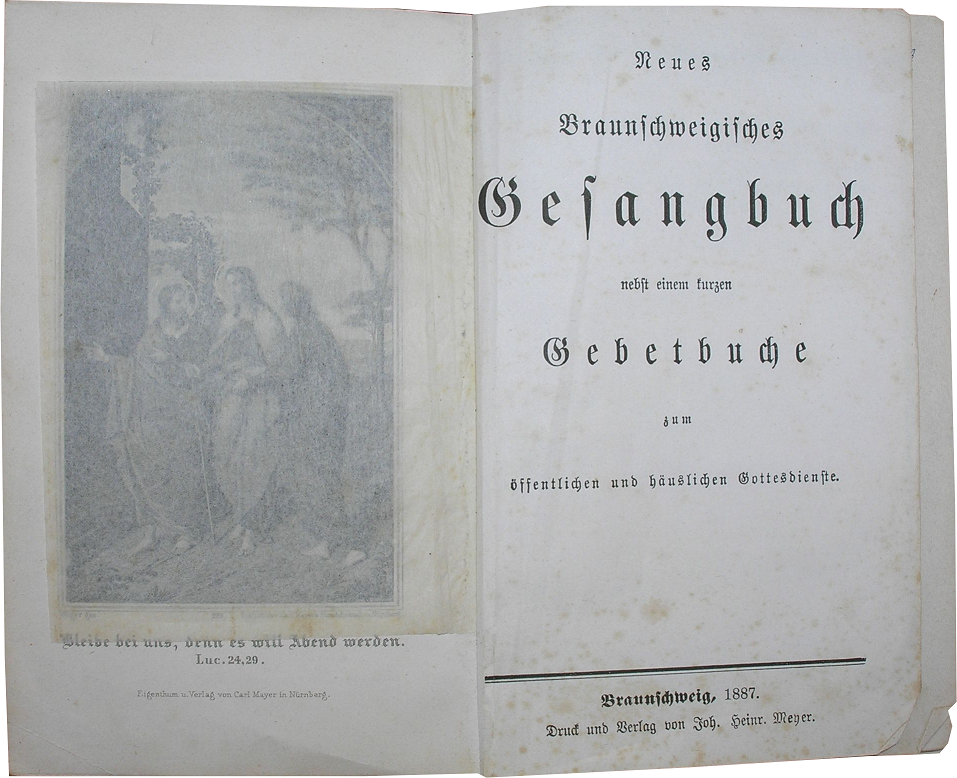
Titelblatt des Neuen Braunschweigischen Gesangbuchs, Druck 1887 (Erstausgabe zu Ostern 1780); linke Seite mit Seidenpapier abgedeckt

- als Schutzpapier in Büchern vor Bilddrucken (z. B. Lichtdrucktafeln), um Abfärben und Zusammenkleben zu verhindern
- Musterbögen:
  - Schnittmuster,[6] Übertragung des auf dem Papier aufgedruckten Musters mittels eines gezahnten Rädchens auf den Stoff
  - Stickmuster, zum Aufbügeln des auf dem Papier aufgetragenen Musters auf Stoff[7]
- Zurichte-Seidenpapier: Beim Buchdrucken als Unterlage unter die Druckform zum Ausgleich unterschiedlicher Niveaus des Druckstocks zwecks Erreichen eines gleichmäßigen Druckbilds über die ganze Druckfläche[8]
- dünnes  Tissue-Papier (saugfähig, feingekreppt), auch mehrlagig z. B. für Servietten und Taschentücher